# Comuna Troiandove, Lîmanskîi
Troiandove (în ucraineană Трояндове) este o comună în raionul Lîmanskîi, regiunea Odesa, Ucraina, formată din satele Troiandove (reședința), Onîskove și Stavkî.

## Demografie
Componența lingvistică a comunei Troiandove
     Ucraineană (90,5%)
     Rusă (7,94%)
     Română (1,29%)
     Alte limbi (0,19%)
Conform recensământului din 2001, majoritatea populației comunei Kirove era vorbitoare de ucraineană (90,5%), existând în minoritate și vorbitori de rusă (7,94%) și română (1,29%).